# リリアン・ボンド
リリアン・ボンド（Lilian Bond、1908年1月18日 - 1991年1月25日）は、アメリカ合衆国で活躍したイギリスの女優。

## 経歴
ロンドンの生まれ。14歳でパントマイムの舞台に立つ。Piccadilly Revels Bandのコーラスガールとなり渡米。The Earl Carroll Vanitiesなどに出演する。 
1929年から映画に出始める。1932年にはグロリア・スチュアート、ジンジャー・ロジャースらとともにワンパス・ベビー・スターズに選出される。
代表作は『魔の家』（1932年）、女優リリー・ ラングトリィに扮した『西部の男』（1940年）。1950年代になってからテレビに活躍の場を移した。1958年に引退。
結婚は３度。最初の相手はブローカーのSidney Smith。３人めのマイクル・フェッシャー（Michael Fessier）は小説家で、短編「壜づめの女房」は日本でも翻訳されている（『異色作家短篇集』参照）。
1991年、カリフォルニア州リシーダの自宅で心筋梗塞により死去.。

## 主な出演作品
- Sagebrush Politics (1930)
- 浮気合戦 Stepping Out  (1931)
- Manhattan Parade (1931)
- The Squaw Man (1931)
- Rider of the Plains (1931)
- ジャスト・ア・ジゴロ Just a Gigolo (1931)
- 七月の肌着 Hot Saturday (1932)
- Beauty and the Boss (1932)
- Man About Town (1932)
- 魔の家 The Old Dark House (1932)
- ブラウン野球虎の巻 Fireman, Save My Child (1932)
- High Pressure (1932)
- マネキン英雄 It's Tough to Be Famous (1932)
- Union Depot (1932)
- 大空の闘士 Air Mail (1932)
- The Trial of Vivienne Ware (1932)
- When Strangers Marry (1933)
- Double Harness (1933)
- 当たって砕けろ Take a Chance (1933)
- ホット・ペッパー Hot Pepper (1933)
- Her Splendid Folly (1933) as Jill McAllister
- 舗道 Pick-Up (1933)
- The Big Brain (1933)
- Hell Bent for Love (1934)
- Dirty Work (1934)
- Affairs of a Gentleman (1934)
- 脱線僧正 The Bishop Misbehaves (1935)
- 支那海 China Seas (1935)
- Blond Cheat (1938)
- Sued for Libel (1939)
- ザ・ウィメン The Women (1939)
- The Housekeeper's Daughter (1939)
- 西部の男 The Westerner (1940)
- Scotland Yard (1941)
- A Desperate Chance for Ellery Queen (1942) - 原作はエラリー・クイーン
- A Tragedy at Midnight (1942)
- ドリアン・グレイの肖像 The Picture of Dorian Gray (1945)
- Nocturne (1946)
- ジョルスン物語 The Jolson Story (1947)
- 特攻戦闘機中隊 Fighter Squadron (1948)
- フォーサイト家の女 That Forsythe Woman (1949)
- Shadow on the Wall (1950)
- 狙撃者[6] The Sniper (1952)
- ザ・ビッグ・ツリー The Big Trees (1952)
- Man in the Attic (1953)
- 迷路 The Maze (1953)
- Pirates of Tripoli (1955)